# Kohlebogenlampe

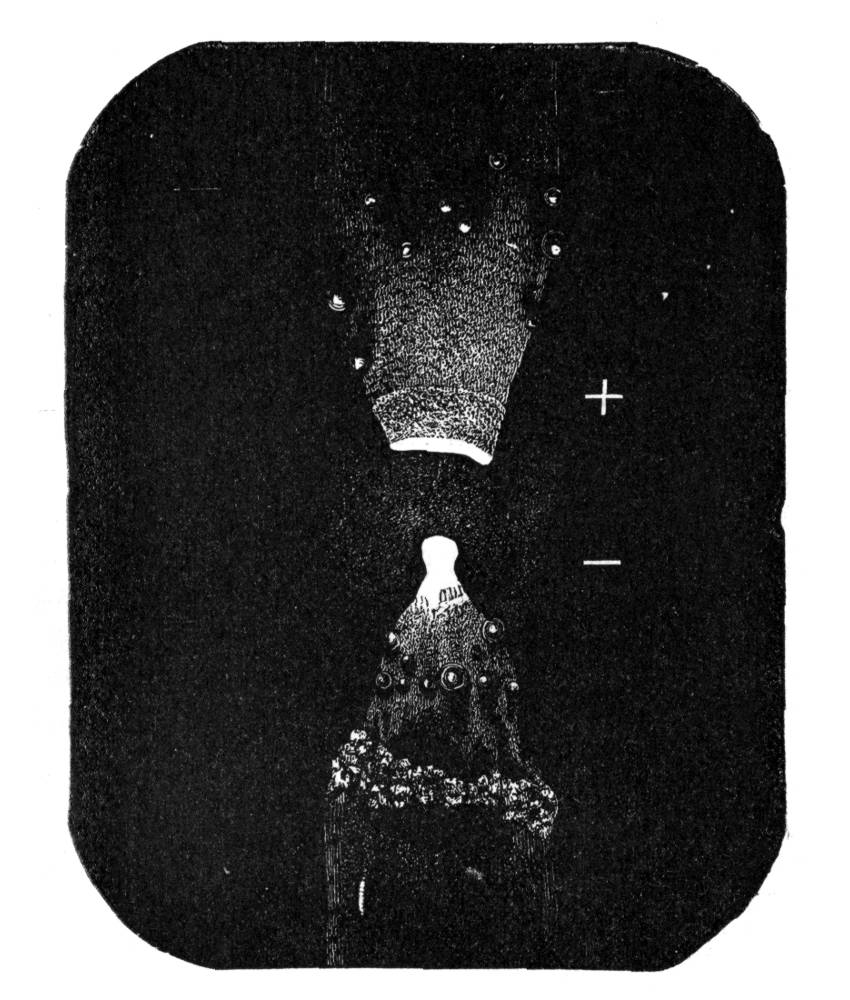
Die Elektroden einer Bogenlampe im Betrieb

Eine Kohlebogenlampe, kurz auch Bogenlampe genannt, ist eine elektrische Lichtquelle mit einem in Luft brennenden Lichtbogen zwischen zwei Elektroden aus Graphit. Es war die erste elektrische Lampe, die über längere Zeiträume helles Licht abgeben konnte, und somit die erste in Serie produzierte elektrische Lampe.

## Geschichte

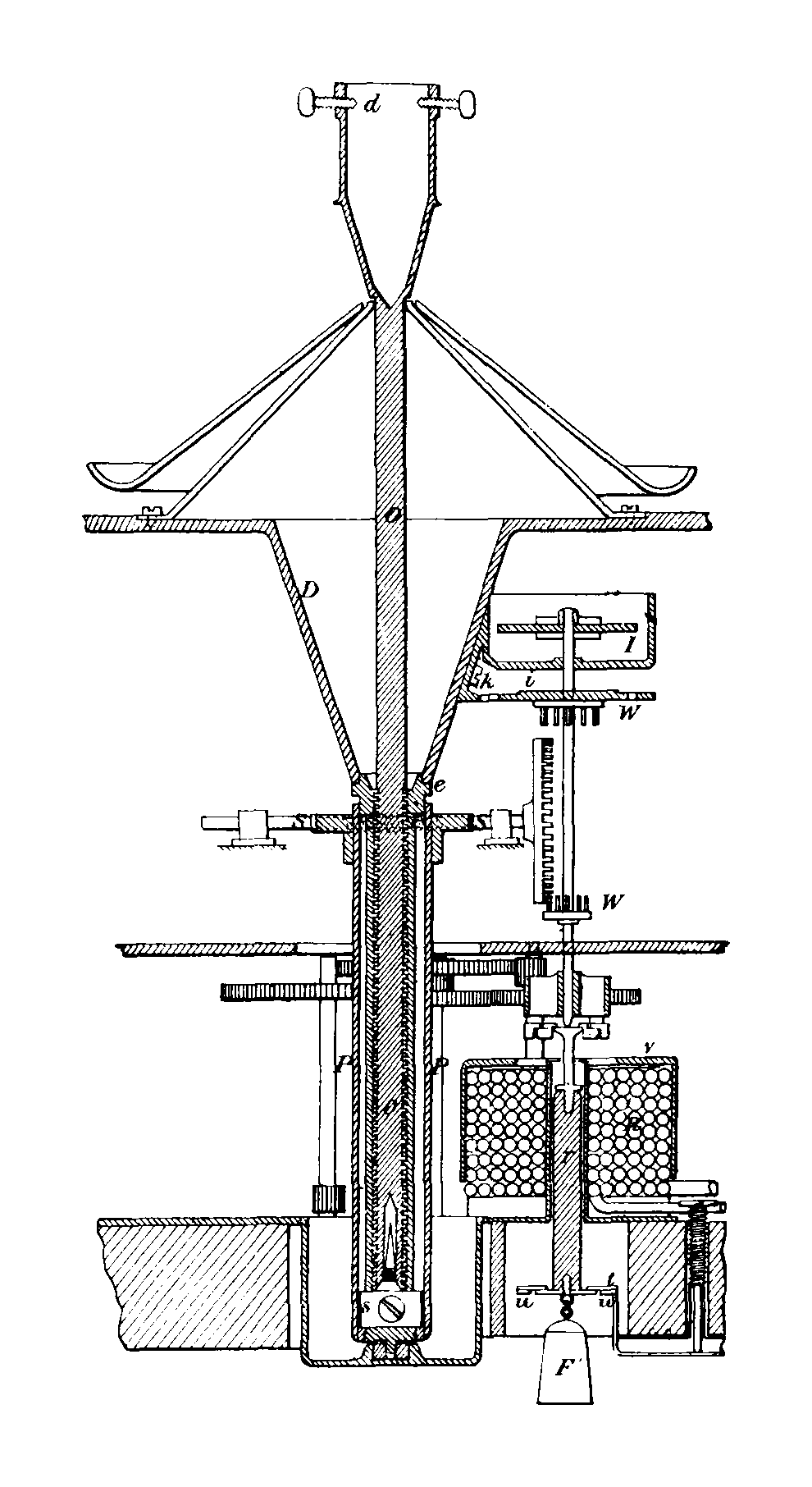
Bogenlampen-Nachstellmechanismus nach Staite und Petrie

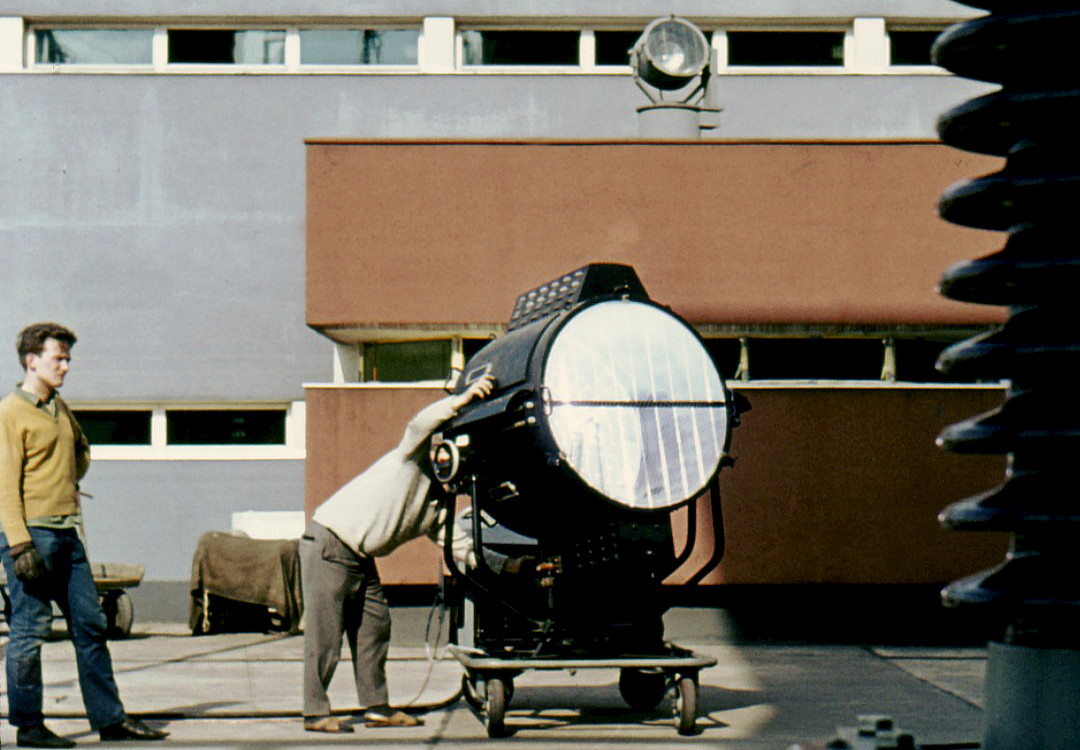
Ein Kohlebogenscheinwerfer bei Filmaufnahmen 1964

Die erste Kohlenbogenlampe wurde von dem Briten Humphry Davy um 1802 entwickelt. Die Elektroden waren horizontal ausgerichtet und der sich bildende Lichtbogen wurde durch die aufsteigende heiße Luft nach oben hin gebogen. Auf dieser Beobachtung basiert die Bezeichnung Lichtbogen und die im englischen übliche Bezeichnung arc-lamp. Da Anfang des 19. Jahrhunderts noch keine leistungsfähigen elektrischen Generatoren verfügbar waren und der Abbrand der Kohlestäbe nur einen kurzen Betrieb im Bereich weniger Minuten erlaubte, blieb die Kohlenbogenlampe in den folgenden Jahrzehnten ohne wesentliche praktische Bedeutung.
Wird die Lampe mit Wechselstrom betrieben, so brennen beide Kohlen gleichmäßig ab. Bei Betrieb mit Gleichstrom erfolgt jedoch der Abbrand der positiven Kohle etwa doppelt so schnell wie derjenige der negativen; zum Ausgleich wies die positive Kohle üblicherweise den doppelten Querschnitt auf.
In den 1840er Jahren entwickelten William Edwards Staite und William Petrie eine Reihe von verbesserten Bogenlampen. Unter anderem wurde der Abbrand der Kohleelektroden durch eine mechanische Konstruktion, welche den Kohlestab kontinuierlich nachschob, kompensiert. Damit konnte die Betriebsdauer von nur wenigen Minuten durch entsprechend lange Kohlestäbe deutlich gesteigert werden. Um die Nachschiebung zu erleichtern, wurden die Elektroden in vertikaler Richtung montiert. Wegen des komplexen Aufbaus der Nachführung beschränkte sich der praktische Einsatz auf wenige Installationen in England.
Die erste kommerziell erfolgreiche Kohlebogenlampe, die „Jablotschkowsche Kerze“, wurde von dem Russen Pawel Jablotschkow entwickelt. Die Lampe war so ausgeführt, dass die komplizierte Mechanik zur Nachführung der Kohleelektroden entfiel. Jablotschkow verwendete für die Stromversorgung einen damals neuartigen Generator von Gramme, welcher gemeinsam mit der Bogenlampe auf der Weltausstellung Paris 1878 vorgestellt und von Zénobe Gramme vermarktet wurde.
Am 1. März 1879 verwendete Werner Siemens (ab 1888 von Siemens) eine von ihm entwickelte elektrische Bogenlampe erstmals zum Zwecke der Straßenbeleuchtung an seinem Haus. Bei dieser Differential-Bogenlampe konnten die Kohlestäbe, zwischen denen der Lichtbogen brannte, automatisch nachreguliert und mehrere Lampen an einen Generator angeschlossen werden. Die Stadt Berlin ließ kurze Zeit später im Zentrum an der Kreuzung Unter den Linden und Friedrichstraße die Gasbeleuchtung durch Kohlebogenlampen ersetzen. Der neu errichtete Münchner Centralbahnhof erhielt 1879 eine damals neuartige Beleuchtungsanlage mit Differential-Bogenlampen von Siemens & Halske. Er gilt somit als der erste elektrisch beleuchtete Bahnhof in Deutschland.
In den folgenden Jahren ersetzten die helleren Kohlebogenlampen die Gaslampen an ausgewählten Straßen, wie zum Beispiel im Jahr 1882 am Potsdamer Platz und der Leipziger Straße sowie im Jahr 1888 am Pariser Platz und Unter den Linden in Berlin. Mit der Entwicklung der „Intensivflammenbogenlampen“ konnte die Helligkeit weiter gesteigert werden, um zentrale Plätze ausleuchten zu können. Im Jahr 1905 wurden die Bogenlampen-Kandelaber vom Potsdamer Platz mit einer Lichtpunkthöhe von 18 m errichtet, ähnlich hohe Kandelaber wurden am Brandenburger Tor aufgestellt.
Im Auftrag der AEG entwarf Peter Behrens im Jahr 1907 die schlichte, rein von der Funktion bestimmte Gestaltung der Sparbogenlampe, die in den folgenden Jahren weiter entwickelt wurde.
Heinrich Beck erfand 1906 die „regelwerklose Bogenlampe“, was zur Gründung der Deutschen Beck-Bogenlampengesellschaft in Frankfurt am Main führte. Nachdem sich Beck bereits 1909 aus dem operativen Geschäft zurückgezogen hatte und sich seinen Anteil hatte auszahlen lassen, gelang ihm 1912 im neu gegründeten Physikalisch-technischen Laboratorium in Meiningen die Konstruktion des seinerzeit leistungsstärksten Marine-Scheinwerfers (siehe auch Suchscheinwerfer). Nachdem sich die deutsche Marine nicht zu einem Einsatz dieser Technologie hatte entschließen können, wurde der Beckscheinwerfer im August 1914 in New York im Beisein des Erfinders getestet.
Bei Beginn des Ersten Weltkriegs versuchte Heinrich Beck, nach Deutschland zurückzukehren, wurde jedoch im Ärmelkanal von der Royal Navy gefangen genommen und bei Liverpool interniert. Vor die Wahl gestellt, entweder als Kriegsgefangener in Großbritannien zu bleiben oder in die damals noch neutralen USA zurückzukehren, entschied er sich für letzteres und verkaufte seine Patente schließlich an General Electric (GE), nachdem entsprechende Verkaufsverhandlungen mit Sperry Gyroscope gescheitert waren. Zwischen 1917 und 1919 musste er sich zusammen mit GE in einem aufwändigen Patentverletzungsprozess gegen ein offensichtliches Plagiat von Elmer Ambrose Sperry zur Wehr setzen, das 1917 als angebliche Eigenentwicklung auf den Markt gekommen war. Der GE/Beckscheinwerfer wurde ab 1917 auf allen Kriegsschiffen der US-Marine eingesetzt.
Aufgrund der Bestimmungen des Versailler Vertrages war es nach dem Ersten Weltkrieg in Deutschland nur noch Siemens-Schuckert und der AEG erlaubt, Scheinwerfer herzustellen. Das Institut in Meiningen wurde nach der Rückkehr von Heinrich Beck und seiner Familie im Jahr 1921 in die AEG eingegliedert. Dort arbeitete Heinrich Beck dann zusammen mit seinen beiden Söhnen bis zu seinem Tod 1937 an einer Verbesserung seiner Erfindung, die schließlich während des Zweiten Weltkriegs als Flak-Scheinwerfer zum Einsatz kam.
Der Beck- oder Hochintensität-Kohlenbogen war weltweit die Lichtquelle in Kinoprojektoren bis in die 1960er-Jahre hinein. Die leuchtenden Farben von Technicolor hängen damit zusammen.

## Aufbau und Funktionsweise

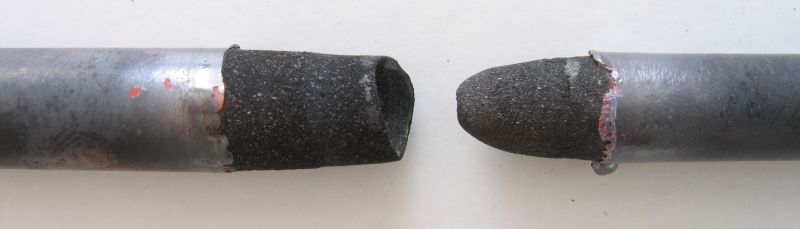
Abgebrannte kupferummantelte „Kohlen“ aus der Lampe eines Kinofilmprojektors

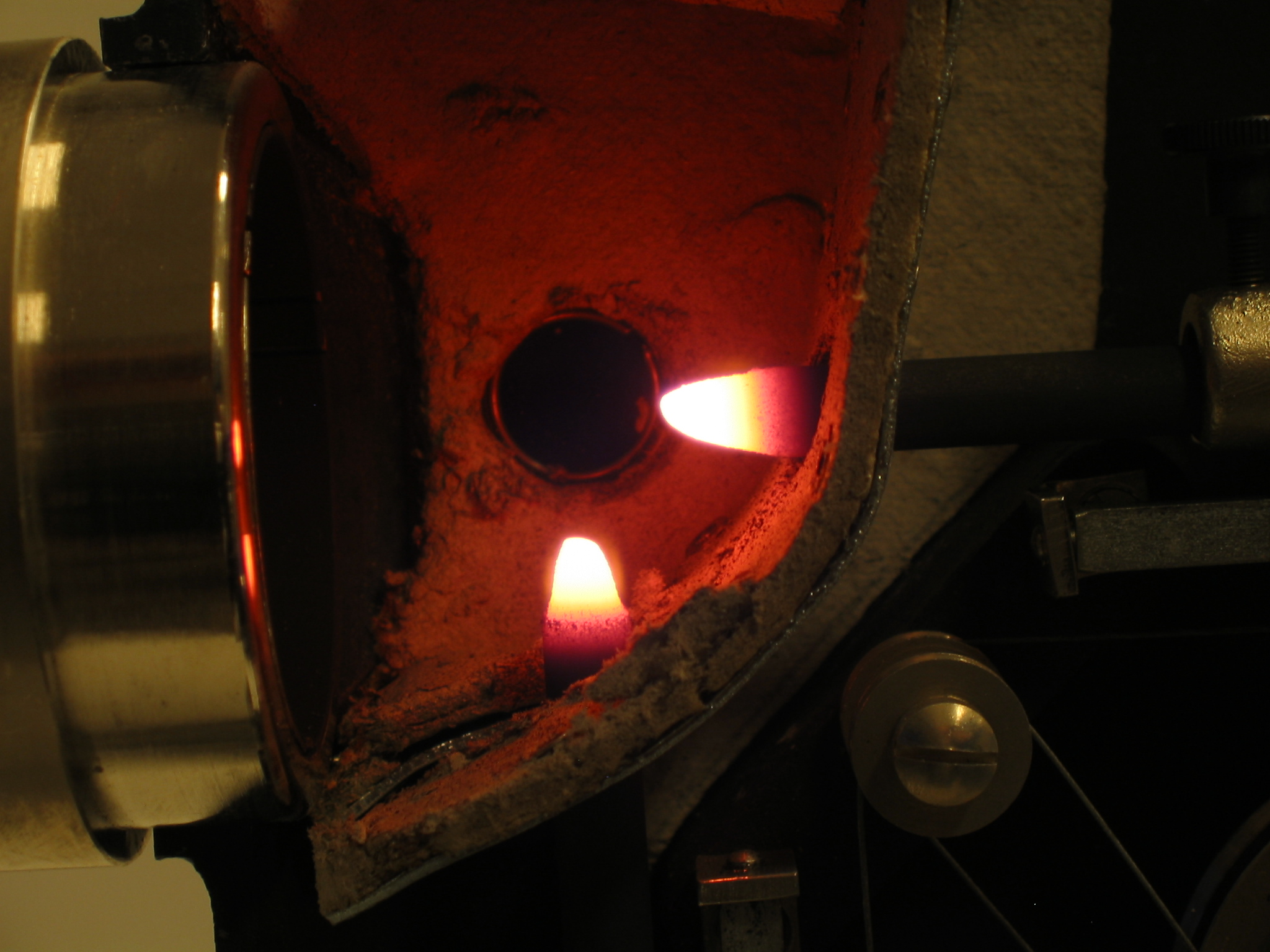
Nachglühende Elektroden in einer Kohlebogenlampe eines Filmprojektors

In einer Kohlebogenlampe befinden sich zwei stabförmige, justierbare Elektroden aus Graphit, im üblichen Sprachgebrauch „Kohlen“ genannt. Hergestellt werden sie durch Sintern bei 1200 °C aus Kohle und Bindemitteln. Um den elektrischen Widerstand zu reduzieren und Wärme von der Brennzone besser abzuleiten, werden sie auch mit Metall, beispielsweise Kupfer, umhüllt.
Gezündet wird die Kohlebogenlampe durch kurzzeitiges Zusammenführen der Elektroden: Durch Widerstandsheizung in der kleinen Kontaktstelle und die hohe Feldstärke beim Trennen bildet sich ein Lichtbogen, der die Elektroden auf etwa 3000 °C erhitzt.
Bis in die 1920er Jahre gab es nur Reinkohlelampen, bei denen die Elektroden den Großteil des Lichtes liefern. Das Plasma des Bogens ist zwar mit etwa 10.000 °C viel heißer, aber nahezu transparent. Eine solche Kohlebogenlampe ist daher im Wesentlichen ein thermischer Strahler, der ein leicht gelbliches Licht abgab. Die Lichtausbeute und Farbtemperatur wurden mit der Entwicklung der Beck-Kohlen deutlich erhöht: Seltene Erden (Yttrium, Cer-Fluorid u. ä.), entweder als Docht in der Mitte der „positiven Kohle“ oder feinverteilt dem gesamten Elektrodenmaterial zugesetzt, emittieren im Plasma sichtbares Licht. Das dichte Linienspektrum besitzt außerdem einen erheblichen Ultraviolettanteil.
Kohlebogenlampen lassen sich sowohl für Gleichspannung als auch für Wechselspannung auslegen. Als Brennspannung genügen 25 bis 50 Volt, so dass die Geräte in den damals üblichen 110-Volt-Gleichstromnetzen verwendbar waren. Die Spannungsdifferenz wird für den notwendigen Vorwiderstand (bei Wechselspannung eine Vorschaltdrossel) benötigt.
Bei Gleichspannung brennt der Lichtbogen gleichmäßiger, allerdings brennen die Elektroden dann unterschiedlich schnell ab: Elektronenbeschuss erzeugt auf der Anode (positiven Elektrode) einen Krater, während die positiven Ionen die Kathode kegelförmig abtragen. Die Anode heizt sich auch stärker auf als die Kathode. Wegen dieser erhöhten Belastung ist sie oft massiver ausgeführt als die Kathode. Für größtmögliche Helligkeit sollte die Anode im Brennpunkt des Reflektors der Lampe angeordnet sein.
Bogenlampen erfordern, wie jede Entladungslampe, eine Strombegrenzung. Bei Gleichspannungsbetrieb wurde dies durch einen Widerstand und bei Wechselspannung durch eine Drossel realisiert.

### Nachstellen der Kohlen

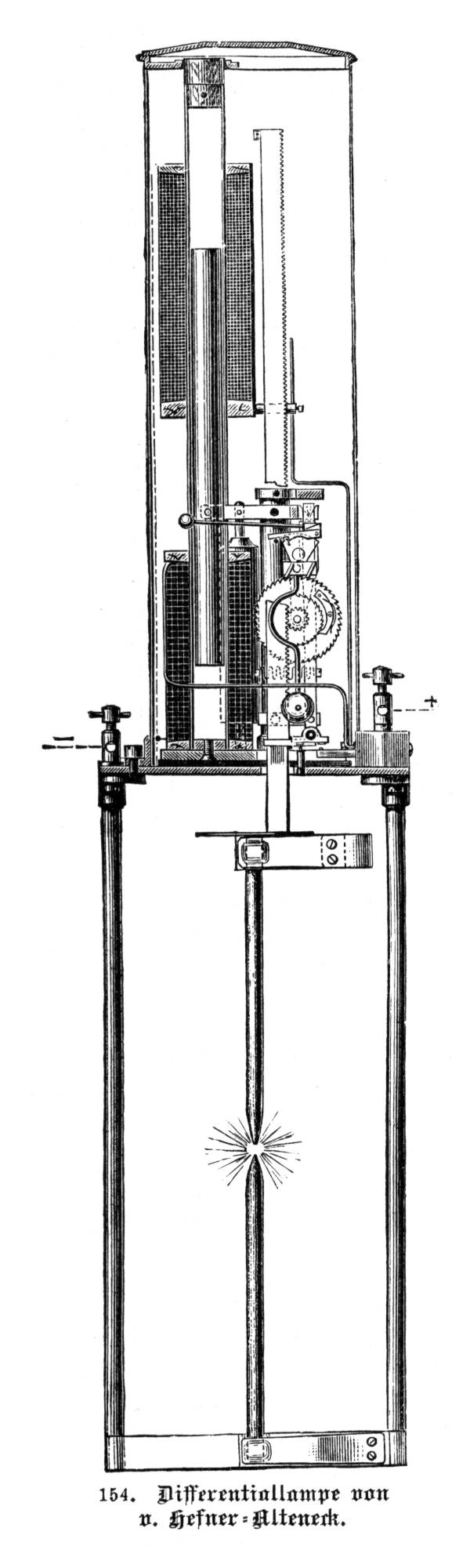
Schematische Darstellung einer Differential-Bogenlampe (nach Hefner-Alteneck). Im oberen Teil ist der Nachstellmechanismus zu erkennen.

Weil die Kohlen während des Betriebs abbrennen, ist das Nachschieben der beiden Kohlestifte erforderlich. Ist dieses bei so genannter Reinkohle (Kohlematerial mit relativ wenigen Beimischungen von die Leuchtkraft verstärkenden Salzen) dem Bediener noch von Hand möglich (etwa zweimal pro Minute), muss bei Einsatz von so genannter Effektkohle (Kohlematerial mit relativ hohen Anteilen leuchtkraftverstärkender Salze) der Kohlevorschub automatisiert werden: Ein Uhrwerk- oder Schrittmotor bewegt die beiden Kohlestifte während des Lampenbetriebs kontinuierlich aufeinander zu.
In FlaK-Scheinwerfern wurde die automatische Nachstellung über einen Bimetallschalter realisiert, auf den mit einer Linse das Leuchtzentrum abgebildet wurde. Bei fortschreitendem Abbrand aktivierte dieser einen Stellmotor.
Um eine gleichmäßige Ausleuchtung der Kinobildwand zu erreichen, muss der Vorführer die genaue Brennlage während der Vorführung überprüfen und nachregeln. Durch unterschiedliche Zugverhältnisse des Abzugkamins, der die entstehenden Rauchgase ins Freie leitet (Sommer/Winter), können die Kohlen schief abbrennen, was durch die Lageregelung der Achse der Minuskohle auszugleichen ist. Ungleichmäßig schneller Abbrand der Kohlestifte, beispielsweise durch unterschiedliche Restfeuchte beim Lagern, lässt den Kohleabstand bei kontinuierlicher Nachsteuerung größer oder kleiner werden bzw. den Pluskrater aus dem Spiegelbrennpunkt auswandern, was ebenfalls von Hand nachgeregelt werden muss.
Zum Zünden des Lichtbogens führt der Vorführer die Kohlestifte per Handrad auf Berührung zusammen und wieder auseinander. Nach 30 bis 60 Sekunden brennt der Kohlenbogen lichttechnisch stabil.

## Anwendung
Kohlebogenlampen waren lange Zeit die intensivsten künstlichen Lichtquellen mit elektrischen Leistungen über 10 Kilowatt. Sie wurden in Scheinwerfern (zum Beispiel als Projektionslampen, auch als Flak-Scheinwerfer und Show-Anwendungen; „Lichtdom“), in der Spektroskopie und der Mikroskopie, insbesondere der Mikrophotographie, eingesetzt. Im Regelfall ist ein Wärmeschutzfilter notwendig, um die sehr intensive UV- und Infrarotstrahlung zu reduzieren. Die sehr kleine Lichtquelle der Elektrode hilft, den bestmöglichen Abbildungsstrahlengang herzustellen (siehe Köhlersche Beleuchtung). Heutzutage werden Kohlebogenlampen in jeder Hinsicht von Xenon-Gasentladungslampen übertroffen, die keinen Abbrand zeigen.
Kohlebogenlampen waren in vielen Städten die erste elektrische Beleuchtung. Die Leipziger Firma Körting & Mathiesen entwickelte und produzierte ab 1889 Bogenlampen für Straßen- und Saalbeleuchtung, bevor sie ab 1897 auch Bogenlampen-Scheinwerfer baute.
Wegen des Abbrands der Elektroden und der dadurch notwendigen mechanischen Abstandsregulierung sind Kohlebogenlampen wartungsintensiv und werden, trotz ihrer einfachen Konstruktion, nur noch für Sonderaufgaben eingesetzt. Noch heute werden Kohlebogenlampen aufgrund ihrer optischen Eigenschaften beispielsweise in Experimentalvorlesungen zur Herstellung von Schattenprojektionen verwendet. In der quantitativen Spektroskopie hat der Kohlebogen darüber hinaus lange Zeit für einen großen Wellenlängenbereich (Infrarot bis Ultraviolett) als Strahlungsstandard gedient.